# Gaizka Mendieta
Gaizka Mendieta Zabala (Bilbao, 27. ožujka 1974.) je španjolski nogometaš, baskijskog podrijetla. Igrao je na poziciji veznog igrača za španjolski klub Valenciju. Za Španjolsku nogometnu reprezentaciju odigrao je 40 i zabio 8 pogodaka, predstavljao ju je na Olimpijskim igrama 1996, Europskom prvenstvu 2000 i na Svjetskom prvenstvu 2002 godine.

## Vanjske poveznice
- Gaizka Mendieta - Službene stranice  Arhivirana inačica izvorne stranice od 3. ožujka 2010. (Wayback Machine)
- Gaizka Mendieta - statistika  Arhivirana inačica izvorne stranice od 29. siječnja 2009. (Wayback Machine)